# 가평 현등사 신중도
가평 현등사 신중도(加平 懸燈寺 神重圖)는 대한민국 경기도 가평군 현등사에 있는 조선시대의 신중도이다. 2003년 9월 8일 경기도의 유형문화재 제193호로 지정되었다.

## 개요
현등사신중도는 조선후기 일반적인 크기로, 가로 122cm, 세로 123cm이며 화면을 2등분 하여 존상의 크기를 비슷하게 그려 존상의 위계가 반영되지 않았다. 오른쪽에는 범천(梵天)과 제석천(帝釋天)을 중심으로 좌우에 일월천자와 복숭아와 병을 든 동자상을 배치하였다. 왼쪽 상단에 날개 깃이 올라간 투구를 쓴 위태천이 그려져 있는데, 얼굴은 이목구비가 명확하고, 코에 비하여 눈과 입이 작은 것이 특징이다.
이 신중도는 화기(畵記)에 의해 관허당 설훈, 용봉당 경천의 작품임을 알 수 있는데, 이들은 현등사청동지장보살좌상(懸燈寺靑銅地藏菩薩坐像)을 조각하여 동일한 승려에 의하여 불상과 불화가 제작된 예가 거의 조사되지 않아 18세기 후반 불교미술 연구에 중요한 자료로 평가받고 있다.

## 같이 보기
- 현등사 - 가평군 향토유적 제4호
- 가평 현등사 청동지장보살좌상 - 경기도 유형문화재 제184호

## 참고 문헌
- 현등사신중도 - 국가유산청 국가유산포털